# Stor-Abborrtjärnen (Transtrands socken, Dalarna)
Stor-Abborrtjärnen är en sjö i Malung-Sälens kommun i Dalarna och ingår i Dalälvens huvudavrinningsområde. Sjön har en area på 0,122 kvadratkilometer och ligger 450,3 meter över havet.

## Delavrinningsområde
Stor-Abborrtjärnen ingår i det delavrinningsområde (681765-135550) som SMHI kallar för Ovan Särkån. Medelhöjden är 445 meter över havet och ytan är 52,48 kvadratkilometer. Räknas de 84 avrinningsområdena uppströms in blir den ackumulerade arean 664,57 kvadratkilometer. Fulan som avvattnar avrinningsområdet har biflödesordning 3, vilket innebär att vattnet flödar genom totalt 3 vattendrag innan det når havet efter 487 kilometer. Avrinningsområdet består mestadels av skog (74 procent) och sankmarker (19 procent). Avrinningsområdet har 0,24 kvadratkilometer vattenytor vilket ger det en sjöprocent på 0,5 procent.